# NK Olimpija Ljubljana (2005)
NK Olimpija Ljubljana är en fotbollsklubb i Ljubljana i Slovenien. Den grundades 2 mars 2005 under namnet NK Bežigrad, räknar sig klubben som fortsättningen på gamla  NK Olimpija Ljubljana, som försattes i konkurs och upplöstes, när säsongen 2004/2005 var över. Dock är  Olimpija en annan klubb, och anses inte ha rätt att räkna med gamla Olimpijas framgångar till sina meriter. Sloveniens fotbollsförbund och 1. SNL:s förbund räknar inte med gamla Olimpijas titlar. Det gör inte heller Sloveniens parlament.

## Meriter
Slovenska mästerskapet
Mästare (4): 2015/16, 2017/18, 2022/23, 2024/25
Slovenska Cup (4): 2018, 2019, 2021, 2023
Slovenska supercupen (0):

## Placering tidigare säsonger
| Säsong    | Nivå | Liga      | Placering | Webbplats |
| --------- | ---- | --------- | --------- | --------- |
| 2009/2010 | 1    | Prva Liga | 4         | [ 18 ]    |
| 2010/2011 | 1    | Prva Liga | 4         | [ 19 ]    |
| 2011/2012 | 1    | Prva Liga | 2         | [ 20 ]    |
| 2012/2013 | 1    | Prva Liga | 2         | [ 21 ]    |
| 2013/2014 | 1    | Prva Liga | 7         | [ 22 ]    |
| 2014/2015 | 1    | Prva Liga | 4         | [ 23 ]    |
| 2015/2016 | 1    | Prva Liga | 1         | [ 24 ]    |
| 2016/2017 | 1    | Prva Liga | 3         | [ 25 ]    |
| 2017/2018 | 1    | Prva Liga | 1         | [ 26 ]    |
| 2018/2019 | 1    | Prva Liga | 2         | [ 27 ]    |
| 2019/2020 | 1    | Prva Liga | 3         | [ 28 ]    |
| 2020/2021 | 1    | Prva Liga | 3         | [ 29 ]    |
| 2021/2022 | 1    | Prva Liga | 3         | [ 30 ]    |
| 2022/2023 | 1    | Prva Liga | 1         | [ 31 ]    |
| 2023/2024 | 1    | Prva Liga | 3         |           |
| 2024/2025 | 1    | Prva Liga | 1         |           |

### Fotnoter
1. 1 2  ”Zeleno-beli v štirih letih iz pete v prvo ligo” (på slovenska). RTV Slovenija. Arkiverad från originalet den 13 februari 2011. https://www.webcitation.org/5wT1MRVNS?url=http://www.rtvslo.si/sport/nogomet/zeleno-beli-v-stirih-letih-iz-pete-v-prvo-ligo/128475. Läst 6 februari 2011.
2. 1 2 3  G.N. (21 mars 2012). ”Zeleno-beli v štirih letih iz pete v prvo ligo” (på slovenska). Delo. http://www.delo.si/sport/nogomet/derbi-st-11-52-ali-72.html. Läst 24 september 2012.
3. 1 2  ”NK Olimpija Ljubljana – Zgodovina” (på slovenska). Olimpija Ljubljana official website. Arkiverad från originalet den 13 februari 2011. https://www.webcitation.org/5wT1NGgn2?url=http://www.nkolimpija.si/zgodovina. Läst 6 februari 2011.
4. 1 2 3  ”Klubi → Ljubljana” (på slovenska). Football Association of Slovenia. Arkiverad från originalet den 13 februari 2011. https://www.webcitation.org/5wT1NqhpD?url=http://www.nzs.si/nzs/predstavitev-nzs/klubi. Läst 7 februari 2011.
5. 1 2 3  ”ŠD NK Olimpija Ljubljana → Dodatni po...” (på slovenska). PIRS.si. Arkiverad från originalet den 13 februari 2011. https://www.webcitation.org/5wT1P2WuJ?url=http://www.pirs.si/Subject/Profile/455688/sportno-drustvo-nogometni-klub-olimpija-ljubljana. Läst 7 februari 2011.
6. 1 2 3  ”ŠD NK Olimpija Ljubljana” (på slovenska). bizi.si. Arkiverad från originalet den 13 februari 2011. https://www.webcitation.org/5wT1PZeIb?url=http://www.bizi.si/SPORTNO-DRUSTVO-NOGOMETNI-KLUB-OLIMPIJA-LJUBLJANA/. Läst 7 februari 2011.
7. 1 2 3  ”ŠD NK Olimpija Ljubljana → Podrobnosti” (på slovenska). firma.si. Arkiverad från originalet den 13 februari 2011. https://www.webcitation.org/5wT1SN2G0?url=http://www.firma.si/2051346000/f/sportno-drustvo-nogometni-klub-olimpija-ljubljana. Läst 7 februari 2011.
8. 1 2  ”PrvaLiga: NK Olimpija” (på slovenska). prvaliga.si. Arkiverad från originalet den 13 februari 2011. https://www.webcitation.org/5wT1SYQvJ?url=http://www.prvaliga.si/klubi/?id=832. Läst 6 februari 2011.
9. ↑  ”Stadion Stožice” (på slovenska). zavod-tivoli.si. 29 maj 2011. Arkiverad från originalet den 10 juni 2011. https://web.archive.org/web/20110610151339/http://www.sport-ljubljana.si/center-stozice/objekti/stadion-stozice/. Läst 16 juni 2011.
10. 1 2  ”Preview: Olimpija Ljubljana v Bohemians”. Bohemian F.C. official website. 13 juli 2011. Arkiverad från originalet den 13 mars 2012. https://web.archive.org/web/20120313143603/http://www.bohemians.ie/news/4-club-news/1292-preview-olympija-ljubljana-v-bohemians.html. Läst 14 juli 2011.
11. ↑  Aaron Rogan (13 juli 2011). ”Bohemians v Olimpija Ljubjana Preview”. Sports News Ireland. Arkiverad från originalet den 16 mars 2012. https://web.archive.org/web/20120316174849/http://www.sportsnewsireland.com/soccer_irish/39203/. Läst 14 juli 2011.
12. ↑  ”Simič: "Stefanović pošilja grožnje!"” (på slovenska). zurnal24.si. Arkiverad från originalet den 13 februari 2011. https://www.webcitation.org/5wT1TGjhM?url=http://www.zurnal24.si/nogomet/simic-stefanovic-posilja-groznje-ivan-simic-nzs-spins-dejan-stefanovic-odgovor-191033/clanek. Läst 6 februari 2011.
13. 1 2  ”Competitions”. Football Association of Slovenia. Arkiverad från originalet den 13 februari 2011. https://www.webcitation.org/5wT1UHF4O?url=http://www.football.si/Competitions. Läst 23 juni 2010.
14. ↑  Marjan Horvat (7 juni 2011). ”Kukavičjih sto let” (på slovenska). Večer. Arkiverad från originalet den 5 december 2012. https://archive.is/20121205011743/http://web.vecer.com/portali/vecer/v1/default.asp?kaj=3&id=2011060705652861. Läst 8 kimo 2011.
15. 1 2 3  Andrea Luchetta (24 april 2012). ”Dal letame alla fine e sbocciato il Maribor” (på italienska). La Gazzetta dello Sport. sid. 52. Arkiverad från originalet den 2 januari 2013. https://archive.today/20130102044549/http://en.calameo.com/read/001282102b5f3fa63bef2. Läst 28 april 2012.
16. ↑  ”SNL Statistika: Vse sezone” (på slovenska). prvaliga.si. Arkiverad från originalet den 13 februari 2011. https://www.webcitation.org/5wT1VkNub?url=http://www.prvaliga.si/Tekmovanja/Statistika/default.asp?id_menu=28. Läst 6 februari 2011.
17. ↑  M.R. (21 mars 2012). ”Video: Zadetki z vseh 12 tekem med Olimpijo in Mariborom” (på slovenska). RTV Slovenija. http://www.rtvslo.si/sport/nogomet/video-zadetki-z-vseh-12-tekem-med-olimpijo-in-mariborom/279375. Läst 21 mars 2012.
18. ↑  http://www.rsssf.com/tabless/slov2010.html
19. ↑  http://www.rsssf.com/tabless/slov2011.html
20. ↑  http://www.rsssf.com/tabless/slov2012.html
21. ↑  http://www.rsssf.com/tabless/slov2013.html
22. ↑  http://www.rsssf.com/tabless/slov2014.html
23. ↑  http://www.rsssf.com/tabless/slov2015.html
24. ↑  http://www.rsssf.com/tabless/slov2016.html
25. ↑  http://www.rsssf.com/tabless/slov2017.html
26. ↑  http://www.rsssf.com/tabless/slov2018.html
27. ↑  http://www.rsssf.com/tabless/slov2019.html
28. ↑  http://www.rsssf.com/tabless/slov2020.html
29. ↑  http://www.rsssf.com/tabless/slov2021.html
30. ↑  http://www.rsssf.com/tabless/slov2022.html
31. ↑  http://www.rsssf.com/tabless/slov2023.html